# Yuhui

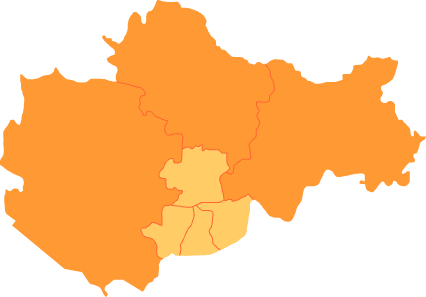
Lage des Stadtbezirks Yuhui im Gebiet der bezirksfreien Stadt Bengbu

Der Stadtbezirk Yuhui (chinesisch 禹会区, Pinyin Yǔhuì Qū) ist ein Stadtbezirk in der chinesischen Provinz Anhui. Er gehört zum Verwaltungsgebiet der bezirksfreien Stadt Bengbu. Er hat eine Fläche von 175,8 km² und zählt 357.000 Einwohner (Stand: Ende 2018). Der Stadtbezirk liegt am Südufer des Flusses Huai He.

## Administrative Gliederung
Auf Gemeindeebene setzt sich der Stadtbezirk aus fünf Straßenvierteln, einer Großgemeinde und einer Gemeinde zusammen. 